# Omfartsvej vest om Abild
|  | Denne artikel beskriver en fremtidig begivenhed Denne artikel eller sektion handler om planlagt eller forventet fremtidig begivenhed. Der kan forekomme spekulativ information, og indholdet kan ændres dramatisk når begivenheden nærmer sig og mere information bliver tilgængelig. |

Omfartsvej vest om Abild er en planlagt omfartsvej der skal gå vest om Abild. 
Omfartsvejen bliver en del af primærrute 11 og bliver en 2+1 sporet motortrafikvej.
Motortrafikvejen starter i Ribe Landvej primærrute 11 nord for Abild nær Koldingvej (primærrute 25). Den passerer derefter vest om Abild og går øst om landsbyen Sønder Okholm. Motortrafikvejen ender i Østre Omfartsvej (primærrute 11) der går øst om Tønder. 